# Красный очаровательный АС
Красный очаровательный АС (англ. Allura Red AC), также известен как Allura Red, Food Red 17, FD&C Red 40 — красный пищевой краситель, зарегистрированный в качестве пищевой добавки E129. Его химическая формула 6-гидрокси-5-[(2-метокси-5-метил-4-сульфофенил)-азо]-2-нафталенсульфоновой кислоты двунатриевая соль. Регистрационный номер CAS 025956-17-6.
Красный очаровательный АС — тёмно-красный порошок, растворимый в воде, обычно используется в качестве натриевой соли, но также может использоваться в форме кальциевых и калийных солей. В водном растворе его максимальная абсорбция составляет около 504 нм.
Использование красителя Красный очаровательный АС первоначально было начато в Соединенных Штатах в качестве замены пищевого красителя E123. Красный очаровательный АС производится многими крупнейшими химическими компаниями. Несмотря на популярное заблуждение, Красный очаровательный АС производится не из насекомого кошениль (Dactylopius coccus, из него добывается Кармин), а из каменноугольной смолы.

## Физические и химические свойства
- Цветовой индекс C.I. 16035
- Молекулярная масса натриевой соли 496 г/моль
- Температура плавления >300 °C

## Безопасность
Красный очаровательный АС был предметом тщательного анализа множества токсикологических исследований о влиянии добавки на здоровье. Объединённый экспертный комитет ФАО/ВОЗ по пищевым добавкам (JECFA) в 1980 году установил допустимое суточное потребление (ДСП) красителя в количестве 7 мг/кг массы тела. В 2009 году Европейское агентство по безопасности продуктов питания (EFSA) провело ряд исследований Е129, по итогам которых сделало вывод, что текущий уровень ДСП является безопасным и не требует пересмотра.

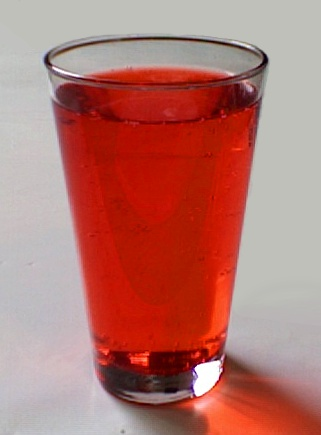
Внешний вид водного раствора Красного очаровательного АС

### СДВГ-поведение у детей
6 сентября 2007 года Агентство по пищевым стандартам Великобритании (FSA) пересмотрело рекомендации в отношении некоторых искусственных пищевых добавок, в том числе E129. Автор доклада, профессор Джеймс Стивенсон из Саутгемптонского университета, заявлял, что полученные им результаты свидетельствуют о наличии возможной связи между потреблением определённых смесей искусственных пищевых красителей и консерванта бензоата натрия и повышением гиперактивного поведения у детей .
В исследовании были протестированы пищевые красители: Тартразин (E102), Хинолиновый жёлтый (E104), Жёлтый «солнечный закат» (E110), Кармазин (E122), Понсо 4R (E124), Красный очаровательный АС (E129) и консервант Бензоат натрия (E211).
Исследование показало повышенный уровень гиперактивности, проявление синдрома дефицита внимания и гиперактивности (СДВГ), а также меньший уровень коэффициента интеллекта у наблюдаемых детей. Британское агентство по пищевым стандартам сообщило, что исключение некоторых искусственных красителей (Sunset Yellow, Quinoline Yellow, Carmoisine, Allura Red, Tartrazine и Ponceau 4R) из рациона гиперактивных детей может оказать некоторые благоприятные последствия.
10 апреля 2008 года FSA призвало добровольно отказаться от использования пищевых красителей (но не бензоата натрия) с 2009 года. В дополнение рекомендовало в течение определённого периода провести акцию по удалению красителей из еды и напитков в Европейском Союзе. Тем не менее, FSA указало на необходимость дальнейших исследований и указало на то, что ввиду узости исследований его результаты нельзя считать применимыми для населения.
Доказательства влияния Красного очаровательного на СДВГ-поведение у детей на сегодняшний день отсутствуют. Возможно, что некоторые пищевые красители могут выступать в качестве триггера у тех, кто генетически предрасположен к СДВГ, но доказательная база этих утверждений слабая.

### Канцерогенность

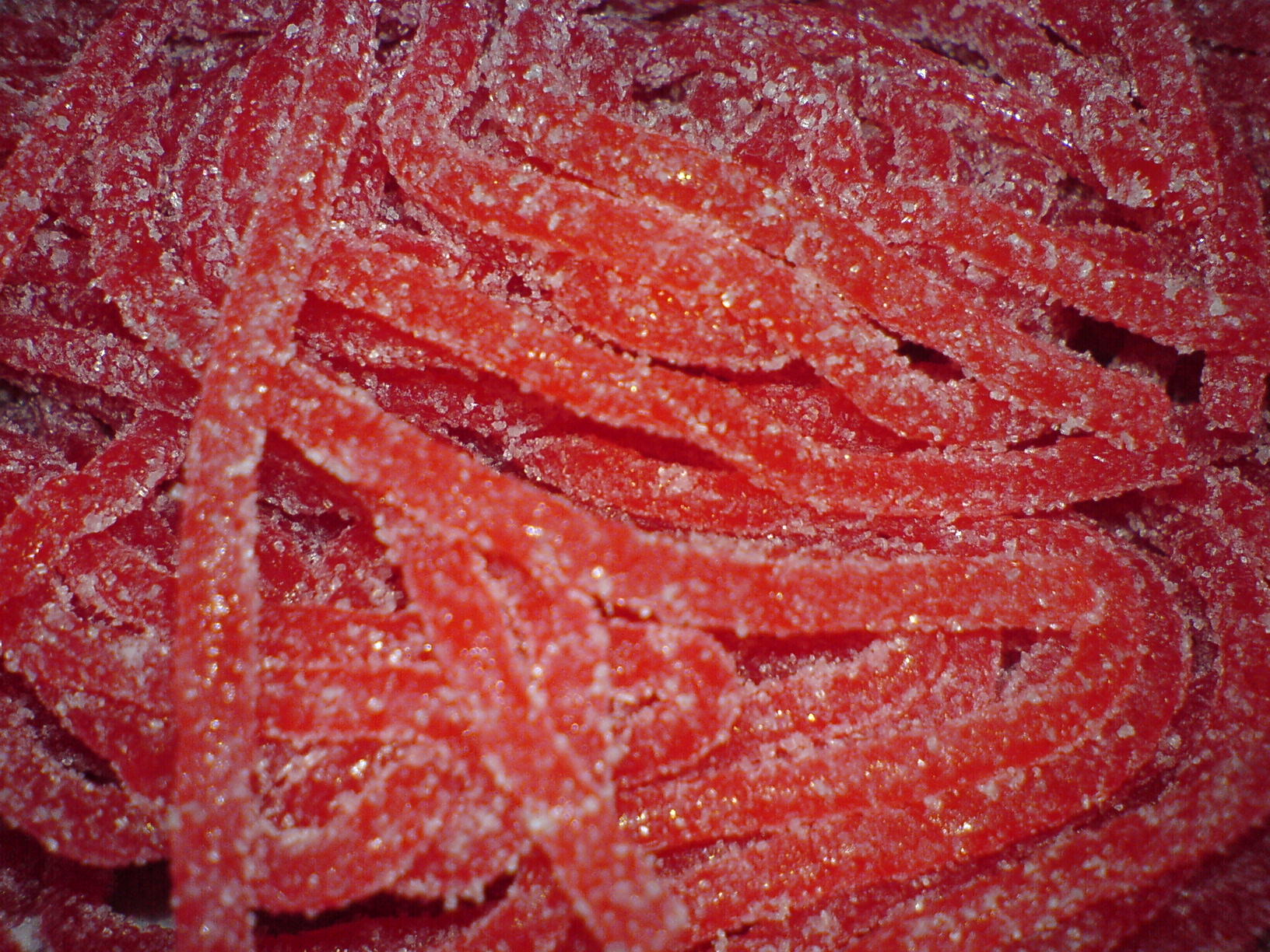
Красный очаровательный АС в конфетах

После появления на рынке красителя Красный очаровательный АС появились опасения, что он является канцерогеном, однако последующие исследования не доказали этого. Первые сообщения о том, что его употребление является причиной опухолей, были вызваны присутствием пара-Крезидина. Хотя пара-Крезидин является важным реагентом в производстве красителя Красный очаровательный АС и известен как канцероген, последующие исследования не нашли следов пара-Крезидина в продуктах класса Красный очаровательный АС.
С другой стороны, имеются свидетельства антиканцерогенного эффекта данного вещества. Недавние исследования, проведенные Гейл Орнер (Gayle Orner) из института Лайнуса Паулинга университета штата Орегон, показали, что Красный очаровательный может блокировать действие канцерогенных соединений, образуя с ними комплексы. В случае, когда подопытные рыбы питались сочетанием канцерогена афлатоксина с красителем, у них наблюдалось на 50 % меньше злокачественных опухолей печени, чем у тех, что поедали одни канцерогены. А у форели, что съедала смесь корма с дибензопиреном и «красным очаровательным», в два раза реже встречался рак желудка и на 40 % меньше были распространены опухоли печени.